# Boulainvilliers
Boulainvilliers ist eine Familie des nordfranzösischen Adels.

## Geschichte
Sie tritt erstmals Ende des 13. Jahrhunderts auf. Benannt ist sie nach dem Ort Boulainvilliers, der heute zu Hornoy-le-Bourg im Département Somme gehört. Der Name des Schlosses Boulainvilliers im Pariser Ortsteil Passy und ähnliche Bezeichnungen in der Nähe leiten sich davon ab.
Die Familie führt ihre Abstammung auf Étienne, † 1278 zurück, der als ungarischer Prinz (Stephan, Istvan) 1273 aus seinem Heimatland verjagt worden und nach Frankreich geflohen sein soll.
Der bekannteste Familienangehörige ist der Historiker Henri de Boulainvilliers, Comte de Saint-Saire (1658–1722). Er vererbte die Grafschaft Saint-Saire an die Nachkommen des Finanziers Samuel Bernard. Weiterhin wichtig sind Philippe de Boulainvilliers († 1538), der als Ehemann der Françoise d’Anjou (einer Angehörigen des Hauses Valois-Anjou und damit der königlichen Familie), die Grafschaft Dammartin erwarb, die aber bereits vom gemeinsamen Sohn an Anne de Montmorency verkauft wurde. 
Die Familie Boulainvilliers starb Ende des 18. Jahrhunderts aus.

## Stammliste
1. Étienne, ungarischer Prinz, † 1278, 1273 aus Ungarn verjagt, flieht nach Frankreich
  1. Jean de Hongrie-Boulainvilliers, ⚭ NN, Dame de Boulainvilliers, Tochter von Robert, Seigneur de Boulainvilliers, und Marguerite d’Harcourt (Tochter von Jean III. d’Harcourt)
    1. Jean de Boulainvilliers
      1. Marie de Boulainvilliers, ⚭ NN d’Offignies

    2. Thibaud, † nach 1408; ⚭ Agnès d’Oignies, Dame de Maizières en Santerre
      1. Anselme, † 1396 wohl in Ungarn; ⚭ Jeanne de Hondescote
      2. Philippe, Seigneur de Chepoix et de Bézancourt, † 1403; ⚭ I Marie d’Autheuil-en-Beauvoisis; ⚭ II NN du Parc, Baronne de Cresnay, ⚭ III NN
        1. Perceval, Sire de Chepoix, Kammerherr des Königs Karl V., Bailli des Berry oder von Bourges, † nach 1424; ⚭ Jeanne de Gournay-sur-Aronde
          1. Philippe de Boulainvilliers, Ritter, † nach 1486; ⚭ Claude de Sèvres, Dame de Sèvres, 
            1. Charles, † 1529, Vicomte de Dreux, Seigneur de Boulainvilliers; ⚭ I Catherine Havart, Tochter von Georges, Seneschall von Le Perche, und Antoinette d’Estouteville, Dame d’Aussebosc; ⚭ II Suzanne de Bourbon, Comtesse de Roussillon-en-Dauphiné, Tochter von Louis de Bourbon, Comte de Roussillon en Dauphiné, und Jeanne de Valois, Dame d’Usson (Bourbonen)
            2. Philippe II., Seigneur de Boulainvilliers, Comte de Fauquembergues, Comte de Dammartin, † 1538; ⚭ Françoise d’Anjou, Comtesse de Dammartin, Tochter von René d’Anjou, Comte de Saint-Fargeau (Haus Valois-Anjou)
              1. Philippe, 1547 Comte de Dammartin, verkauft Dammartin 1554 an Anne de Montmorency; ⚭ Jeanne de Bricon
                1. Antoine; ⚭ 1596 Jeanne Catherine de Vieuxpont, Tochter von Louis, Baron de Neufbourg, und Catherine d’Aubrai
                  1. Renée, Dame de Courtenay; ⚭ 1620 Charles de Rambures, Seigneur de Rambures, † 1633

              2. Anne; ⚭ Antoinette de Hangest, Tochter von Nicolas de Hangest, Seigneur de Machelaure, und Barbe de Pas
              3. Louis, Baron de Courtenay; ⚭ Jacqueline du Parc, Tochter von François du Parc und Marie Prévost
                1. Catherine; ⚭ Gédéon de Vic, † 1636

            3. Adrien, Seigneur de La Coudraye, † 1560; ⚭ Marie de Croy, Dame de Longpré, † 1546, Tochter von Ferry de Croy, Gouverneur von Artois (Haus Croy), und Lamberte de Brimeu (Haus Brimeu)
              1. Adrien, Seigneur de La Coudraye; ⚭ Charlotte de Saveuse, Tochter von Imbert, Bailli d’Amiens, und Marie de Saint-Fuscien
                1. Daniel, Vicomte de Dreux

              2. Ferry, Seigneur de Dampval, † vor 1559; ⚭ Isabelle de Mornay, † nach 1571, Tochter von Philippe de Mornay, Seigneur de Buhy, und Berthe d‘Isque

            4. Antoinette; ⚭ René de Mainemare
            5. Catherine, † um 1493; ⚭ Jean III. de Courtenay, Seigneur de Bléneau, † 4. Januar 1511 (Haus Frankreich-Courtenay)

          2. Parceval
          3. Scot
          4. Marie
          5. Pierre, Seigneur de Frouville, † vor 1509; ⚭ um 1470 Perrette de Brisset/Boisset, Dame de Frouville, † vor 1498
            1. Philippe, Seigneur de Frouville, † um 1533; ⚭ 1514 Françoise de l’Isle Marivaux
              1. François, Seigneur de Neuvilly, † 1581; ⚭ Philippe Blondel
                1. Jean, Seigneur de Neuvilly; ⚭ 1603 Marie Marthe Favier
                  1. François, Seigneur de Neuvilly; ⚭ 1642 Antoinette Pappin, Tochter von Philippe und Marguerite Vaillant de Caumondel
                    1. Louise, * 1649, † 1736; ⚭ Anne Charles de Fontette, Seigneur de Vaulmain, † 1711

              2. Claude; ⚭ Marie de La Rivière
                1. Nicolas
                2. Philippe, Seigneur de Chepoix; ⚭ 1601 Madeleine de Charon
                  1. Nicolas, Seigneur de Rencourt; ⚭ 1663 Françoise (Charlotte) Guéroult, Tochter von François und Marie Thiboust
                    1. César Louis, Chevalier de Boulainvilliers, † 1727; ⚭ Catherine Sylvie Le Nys de Kerellec, Tochter von Guénolé und Catherine Moisan
                      1. Louis Henry Boulainvilliers de Croy, Marquis de Boulainvilliers de Croy, † nach 1783; ⚭ Marie-Elizabeth du Plessis de Grenédan, Tochter von Charles Marie René, Marquis de Grenédan, und Elisabeth Montaudouin
                        1. Marie Adelaide; ⚭ 1783 Louis François Carné de Carnavalet, † 1827
                        2. Joseph Marie Louis, † 1795
                        3. Marie Charlotte
                        4. Elisabeth Sylvie
                        5. Pierre, † 1783; ⚭ Elisabeth La Poype de Vertrieux 
                          1. Louise Sylvie; ⚭ 1819 Bonaventure de Flotte

                    2. Marie Françoise; ⚭ 1748 Pierre Mastin de Noaille

            2. Perrette; ⚭ Roland de la Fontaine d’Eisches

        2. Jean de Boulainvilliers, Seigneur de Bazencourt; ⚭ I Jeanne de Roeulx; ⚭ II 1410 Marie de Mouy, Dame de Soyecourt, 
          1. Jean, dit Perceval; ⚭ 1459 Jeanne (Marie) de Bailleul, Dame d’Eps en Hersin
            1. Antoine, Sire de Bazancourt, † 1540; ⚭ 1486 Louise Jeanne Calletot de Berneval, Dame de Saint-Saire, Tochter von Georges und Jeanne de Lame, Dame de Saint-Saire
              1. Antoine, Seigneur de Bazancourt, de Nesle-en-Bray, Beaubec; ⚭ I1517 Claude Rouvroy de Saint-Simon, Tochter von Guillaume, Seigneur de Rasse etc., und Marie de La Vacquérie, Dame de Verguigneul; ⚭ II 1526 Jossine d’Ailly (Haus Ailly)
                1. Jean, genannt Perceval, Seigneur de Boulainvilliers, de Bazancourt et de Saint-Saire; ⚭ Louise de Ghisne, genannt de Hames
                2. François, Sire de Boulainvilliers, de Bazancourt et de Saint-Saire; ⚭ 1560 Charlotte de Monchy, Tochter von Jean, Seigneur de Senarpont, und Claude Marie de Longueval, 
                  1. Samuel, Seigneur de Saint-Saire, Nesle-en-Bray, Beaubec, † 1648; ⚭ I 1586 René Monstiers de Merinville; ⚭ II 1594 Marie de Presteval
                    1. Jean, Seigneur de Saint-Saire, de Nesle-en-Bray, de Beaubec et du Mesnil-Mauger; ⚭ 1624 Marguerite de Pardieu, Dame de Maucomble, Tochter von Jacques und Françoise de Bec
                      1. François, † 1697, Comte de Sainte-Saire; ⚭ I Suzanne de Manneville, † 1685, Tochter von Jacques und Catherine Guillebert ⚭ II Françoise Becquet (Boquet)
                        1. (I) Henri de Boulainvilliers, Comte de Saint-Saire,* 1658, † 1722; ⚭ I 1689 Madeleine (Marie Anne) Hurault des Marais, † 1710, Tochter von Charles Hurault, Comte des Marais, und Anne Berryer; ⚭ II 1710 Claude l’Alègre
                          1. Henri Etienne, * 1690,X 1709 in der Schlacht bei Malplaquet
                          2. Ovide Henri, * 1692, † 1709
                          3. Marie Anne Henriette, * 1693, † 1729; ⚭ 1721 François de La Fontaine-Solare, Marquis de La Boissière
                          4. Philippe Henri, † jung
                          5. Suzanne Marie Henriette, * 1696, † 1776; ⚭ 1719 Gabriel Bernard de Rieux (1687–1748), Comte de Rieux, Sohn von Samuel Bernard
                            1. Anne Gabrielle Henriette Bernard de Rieux, * 1721
                            2. Gabriel-Henri Bernard de Rieux, genannt Marquis de Boulainvilliers (1724–1798), letzter Prévôt de Paris
                            3. Anne Marie Louise Bernard de Rieux (1758–1781); ⚭ Gaspard Paulin de Clermont-Tonnerre (1750–1842)
                              1. Aimé Marie Gaspard de Clermont-Tonnerre (1779–1865) Duc de Clermont-Tonnerre, französischer Kriegsminister

                        2. (I) Catherine, Nonne in Rouen
                        3. (I) Thérèse Eugénie Suzanne
                        4. (I) Gaston Jean-Baptiste, † jung
                        5. (I) Thérèse, † jung
                        6. (I) Anne Marie Louise, † jung
                        7. (II) Samuel, Seigneur de Saint-Saire; ⚭ 1736 Marie Anne de Sarcus, Tochter von René François, Seigneur de Frévillers, und Antoinette Danzel
                        8. (II) Catherine Suzanne; ⚭ 1710 Charles Joseph Riou, Baron de Kerrouen

                      2. Jean, Seigneur de Beaubec; ⚭ Marie Gabrielle d’Aptuit
                      3. Jean Armand, Seigneur de Moreuil; ⚭ Marie Barbe de Hennin
                      4. Pierre, Malteserritter
                      5. Françoise; ⚭ 1651 Jean Le Clerc, Sieur des Mares

                  2. Anne; ⚭ 1575 Louis des Courtils, Sire de Merlemont
                  3. Magdeleine; ⚭ Charles Clément

                3. Louis, Seigneur de Nesle-en-Bray
                4. Emery, ⚭ 1570 Jeanne de Moyennay (Miennay)
                5. Louise; ⚭ Jean de Rune, † um 1558
                6. Jacqueline

              2. Charles, Baron de Courgis; ⚭ Aymée de Giresme
              3. Nicole; ⚭ 1517 Jean de Rune, Seigneur de Fontaine sur Aumale

    3. Marie; ⚭ NN de Pecquigny, Seigneur du Fay

  2. Marc de Hongrie, ⚭ Catherine de Croy, Dame de Croy
    1. Guillaume de Hongrie, Seigneur de Croy
      1. Jacques de Croy, Seigneur de Croy, ⚭ Marguerite de Pecquigny
        1. Jean de Croy, Seigneur de Cléry

## Weitere Personen
- Anne Gabriel de Boulainvilliers (1724–1798), französischer Magistrat